# Првенство Португала у рагбију
Првенство Португала у рагбију (порт. Campeonato Português de Rugby) је први ранг рагби 15 такмичења у Португалу.

## О такмичењу
Овим такмичењем руководи Рагби савез Португала. У лигашком делу учествује 10 клубова. Клубови су полупрофесионални. Рагбисти тренирају рагби и раде да би преживели.
Учесници
- ЦДУЛ
- Агрономија
- Диреито
- Академика
- Белененшес
- ЦДУП
- ГДС Саскајис
- Технико
- Монтеморо Ново
- Лоуса

## Историја
Списак шампиона Португала у рагбију
- 1959. Беленшеш
- 1960. Бенфика
- 1961. Бенфика
- 1962. Бенфика
- 1963. Беленшеш
- 1964. ЦДУЛ
- 1965. ЦДУЛ
- 1966. ЦДУЛ
- 1967. ЦДУЛ
- 1968. ЦДУЛ
- 1969. ЦДУЛ
- 1970. Бенфика
- 1971. ЦДУЛ
- 1972. ЦДУЛ
- 1973. Беленшеш
- 1974. ЦДУЛ
- 1975. Беленшеш
- 1976. Бенфика
- 1977. Академика
- 1978. ЦДУЛ
- 1979. Академика
- 1980. ЦДУЛ
- 1981. Технико
- 1982. ЦДУЛ
- 1983. ЦДУЛ
- 1984. ЦДУЛ
- 1985. ЦДУЛ
- 1986. Бенфика
- 1987. Саскајис
- 1988. Бенфика
- 1989. ЦДУЛ
- 1990. ЦДУЛ
- 1991. Бенфика
- 1992. Саскајис
- 1993. Саскајис
- 1994. Саскајис
- 1995. Саскајис
- 1996. Саскајис
- 1997. Академика
- 1998. Технико
- 1999. Диреито
- 2000. Диреито
- 2001. Бенфика
- 2002. Диреито
- 2003. Беленшеш
- 2004. Академика
- 2005. Диреито
- 2006. Диреито
- 2007. Агрономија
- 2008. Беленшеш
- 2009. Диреито
- 2010. Диреито
- 2011. Диреито
- 2012. ЦДУЛ
- 2013. Диреито
- 2014. ЦДУЛ
- 2015. Диреито
- 2016. Диреито
- 2017. ЦДУЛ